# Barnás aranyszövő
A barnás aranyszövő (Ploceus castaneiceps) a madarak osztályának a verébalakúak (Passeriformes) rendjéhez, ezen belül a szövőmadárfélék (Ploceidae) családjához tartozó faj.

## Előfordulása
Kenya és Tanzánia területén honos.